# Françoise Imbert
Pour les articles homonymes, voir Imbert.
Françoise Imbert, née le 16 septembre 1947 à Verdun-sur-Garonne (Tarn-et-Garonne), est une femme politique française.

## Biographie
Ancien chef de cabinet de l'ancien maire de Colomiers, Alex Raymond, elle est élue députée le 16 juin 2002, pour la XIIe législature (2002-2007), dans la cinquième circonscription de la Haute-Garonne. Elle fait partie du groupe socialiste. Elle est également conseillère régionale du Conseil régional Midi-Pyrénées.

## Mandats
- 1er juin 1997 - 18 juin 2002 : Députée de la Haute-Garonne
- 18 juin 2002 - 18 juin 2007 : Députée de la Haute-Garonne
- 28 mars 2004 - 31 décembre 2015 : Conseillère régionale de la région Midi-Pyrénées
- 18 juin 2007 - 18 juin 2017 : Députée de la Haute-Garonne